# Mambo Café
Mambo Café es un largometraje estrenado el 21 de abril de 2000 en México, coproducido por ese país y Estados Unidos. 
Es una película del género cómico protagonizada por la actriz y cantante mexicana Thalía. En los papeles de soporte actúan Paul Rodríguez, Rosana DeSoto y Danny Aiello.

## Sinopsis
La pareja puertorriqueña, Frank y su esposa Carmen, tienen un restaurante latino que se llama Mambo Café, en el barrio hispano de Nueva York. Su hijo, Ricky, es un muchacho maleducado de la calle que solo piensa en crímenes. La hermosa hija, Nydia, estudia comercio en la Universidad de Boston, e inesperadamente regresa a Nueva York. A la familia le va cada vez peor, tienen muchas deudas, el restaurante apenas tiene clientes. Necesitan hacer algo para arreglar esta situación y para poder pagarle la colegiatura a su hija. 
Para resolver esta situación no tan agradable, a Frank y Ricky se les ocurre una idea bastante absurda, inspirados por una noticia que vieron en la televisión. Según esta, el jefe de una de las bandas criminales de la calle fue disparado en un restaurante de condiciones similares, por lo que ese se hizo muy popular. Abusando del enlace de Ricky con esas bandas, planean invitar al jefe criminal más perseguido, "Tony el Gordo" y su banda de cómplices a cenar al restaurante. Ricky sabe muy bien que miembros de otra banda quieren matar a Tony, por lo tanto esperarán que esto suceda en el restaurante mientras que están cenando ahí, y así poder aparecer en las noticias de televisión. Ricky trata de convencer al jefe de banda que acepte su invitación, enseñándole la foto de su familia en donde también aparece su muy atractiva hermana. 
Nydia quiere ocultar su pobre procedencia de Puerto Rico, por eso le miente a su novio, Chris, que ella vive en Argentina y su familia es rica. Mientras tanto, Tony y su banda aceptan la invitación y muchas veces disfrutan la posibilidad de comer en el restaurante, pero en una de las ocasiones alguien le dispara por la ventana asesinándolo. Con esto, el plan de Frank se hace realidad: puede irse a dar una entrevista en la televisión sobre el crimen, donde hace todo lo posible para promover el restaurante Mambo Café. Enterándose de la noticia, mucha gente empieza a ayudar y apoyar el restaurante, donde por fin empieza la vida y vienen los clientes sin cesar. 
Nydia recibe una sorpresa inesperada: se encuentra con Chris y su familia en el restaurante. El joven pronto se da cuenta de que ni una palabra de lo que Nydia le contó sobre su familia era cierto, y por eso la deja. Asimismo el ayudante y amigo de la familia, Manny, también siente algo por la muchacha. Durante que en el Mambo Café corre la vida, Chris quiere que Nydia lo perdone y la invita a cenar a un lugar lujoso, en donde le pide a la joven que ante sus amigos siga ocultando su procedencia e inventando que su familia es muy rica. Con eso la ofende tanto que se rompen por siempre. 
Joey, el "padrino" de las bandas criminales, quien mandó matar a Tony el Gordo, quiere acusar de todo a Ricky para conseguir el dinero de su familia. Manny y Nydia se van al padrino y Nydia le da el dinero que recibió de su padre para poder pagar su colegiatura, para que deje en paz a su hermano menor. A los padres de Nydia no les agrada esto para nada, así que al final ellos mismos deciden visitar al padrino, quien esta vez les exige que averigüen quién asesinó al jefe de banda. Pero, el astuto de Ricky tiene solución para todo...

## Reparto
- Thalía: Nydia
- Paul Rodriguez: Frank
- Rosanna DeSoto: Carmen
- Rick González: Ricky
- Kamar de los Reyes: Manny
- Robert Costanzo: Tonny
- Danny Aiello: Joey
- Lillo Brancato: Wheasel
- Rick Gonzalez: Ricky
- Michael Pitt: adolescente
- Ellen Pompeo: Stacie
- Allegra Swift: reportera

- Datos: Q1048565